# Johan Ooms
Reinhard Johan (Johan) Ooms (Amsterdam, 7 november 1944 - aldaar, 14 mei 2020) was een Nederlands acteur.

## Loopbaan
Na zijn eindexamen aan de  Amsterdamse Toneelschool in 1968 speelde hij in modern en klassiek repertoire onder meer voor de toneelgezelschappen: Het Nieuw Rotterdams Toneel, Globe, Het Publiekstheater en Het Nationale Toneel. Hij was te zien in vele televisieproducties en films.
In de musical De zoon van Louis Davids van Gerben Hellinga, Jacques Klöters, van Dijk/Vermeulen, was hij Louis Davids. In de musical Tsjechov van Robert Long en Dimitri Frenkel Frank zong hij Souvorin/Tolstoi. In de opera Candide van Leonard Bernstein vertolkte hij Voltaire en diens alter ego's. Johan Ooms was een graag gezien lid van kunstenaarsvereniging Arti et Amicitiae in Amsterdam.
Ooms overleed in 2020 op 75-jarige leeftijd. Hij maakte zelf een einde aan zijn leven, waarbij hij een afscheidsvideo achterliet.

## Filmografie
- Hoge hakken, echte liefde
- Rigor Mortis
- De IJssalon
- De mannetjesmaker
- Een scherzo furioso
- Een dubbeltje te weinig
- The Oath
- Rituelen (nominatie Gouden Kalf in de categorie Beste Acteur)
- Zus & Zo
- Karakter
- Kees de jongen
- De Tweede Biecht

## Televisie (selectie)
- Een bruid in de morgen
- Thomas en Senior (Hermann)
- De zomer van '45
- Tatort, Laura mein Engel (Loris)
- Plantage Allee
- 12 steden, 13 ongelukken
- Baantjer, De moord in het Kremlin
- Spangen
- Voor hete vuren
- De Hans Kesting show
- Zes minuten
- Juliana
- Kees & Co
- Zeg 'ns Aaa
- Sjans
- Flikken Maastricht